# Casa del Faune
La Casa del Faune (en italià Casa del Fauno) és una edificació situada a Pompeia, descoberta l'any 1830. Data del segle ii aC, encara que els seus orígens són més antics, aproximadament del segle vi aC.
Les dimensions d'aquesta edificació arriben als 3.000 m², unes dimensions fora del comú. Aquesta és una característica que difereix amb el que seria fins aleshores la domus romana, més senzilla; la casa pompeiana n'és exemple d'exaltació i de grandària.

## Arquitectura i decoració
Aquesta seria una residència privada que va pertànyer segurament a una família aristòcrata. És un bon exemple de la culminació de la simbiosi dels models arquitectònics de la casa itàlica –estructurada al voltant de l'atri– i de l'hel·lenística, estructurada al voltant del peristil.

Plànol de la Casa del Faune

La casa ocupa tota una insula i se superposa a una edificació precedent del segle iii aC, on l'hortus arribava fins a l'altura del primer peristil actual. Va ser edificada en dos moments: una primera fase a principis del segle ii aC, on les seves dimensions arribaven fins al primer peristil, i una segona on s'afegeix el segon peristil i es conclou així la seva extensió definitiva.
La construcció comprèn dos sectors, que estan en comunicació, però amb entrades independents. Era una de les poques cases on hi havia àrees separades per al servei. Aquestes s'agrupaven al voltant d'un atri principal, i consisteixen en una cuina amb forn, un bany amb hipocaust i latrina i nombroses petites habitacions. Sobre tota la superfície s'estenia una planta superior. Un llarg corredor a l'est del primer peristil separava l'àrea de serveis de la zona noble de la casa, però també hi permetia un fàcil accés. L'atri toscà de la casa, sense columnes, és on s'identifica aquesta construcció, ja que al bell mig hi ha una escultura d'un Faune dansaire. Dona el nom a la casa i presideix l'estany de l'impluvium. Els materials eren marbre i pedres policromes romboïdals.
El primer peristil tenia columnes jòniques de tova estucada i s'hi arribava des d'un dels triclinis del sector oest. Al costat nord hi ha una exedra precedida per dues columnes i per dues antes amb capitells corintis estucats. Al terra de la sala es troba una de les obres de més importància pel que fa a la difusió artística d'aquest edifici: el mosaic d'Alexandre i Darios en plena batalla.
Davant del segon peristil hi ha diverses habitacions, entre les quals es troba un oecus decorat amb pintures. Aquest segon peristil és molt més gran que el primer (45 m x 40 m), amb 44 columnes dòriques revestides amb estuc. Al fons és on es troba l'espai esmentat dedicat al servei. Sembla que els peristils d'aquesta edificació perden el caràcter original de gimnàs i tendeixen a convertir-se en el nou centre vital de la domus.

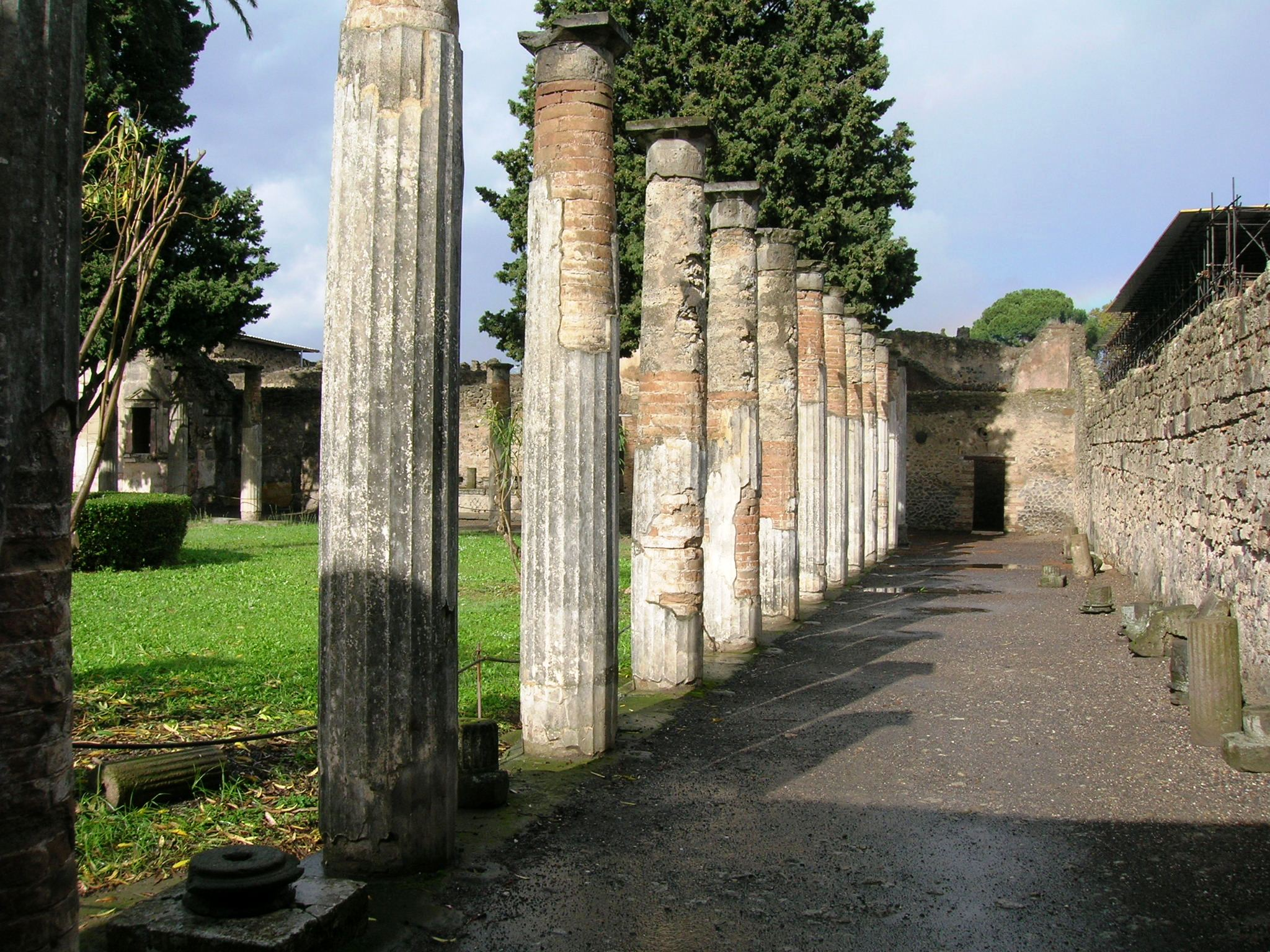
Columnata del peristil
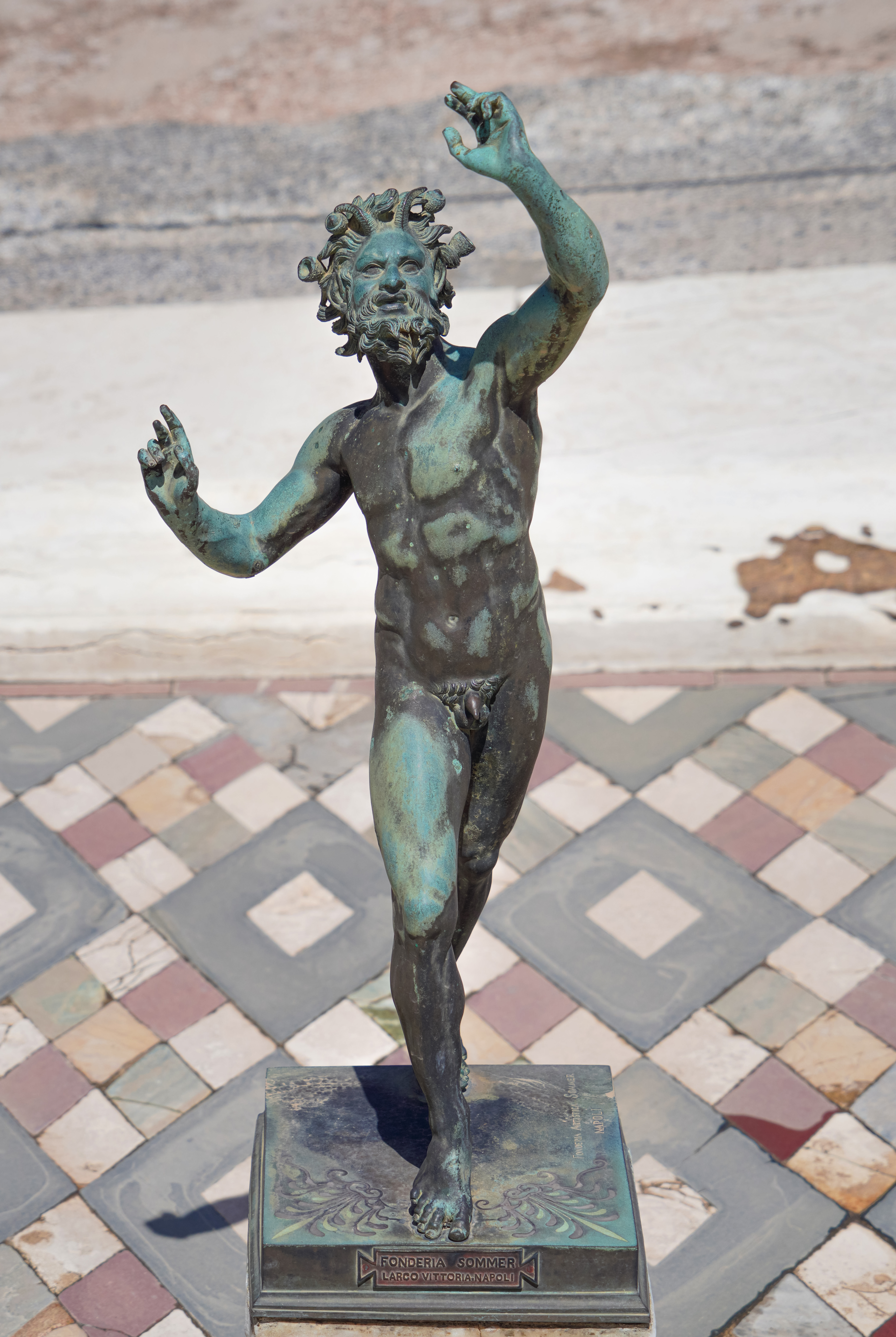
Reproducció del Faune dansaire a l'atri principal; l'original és al Museu Arqueològic Nacional de Nàpols
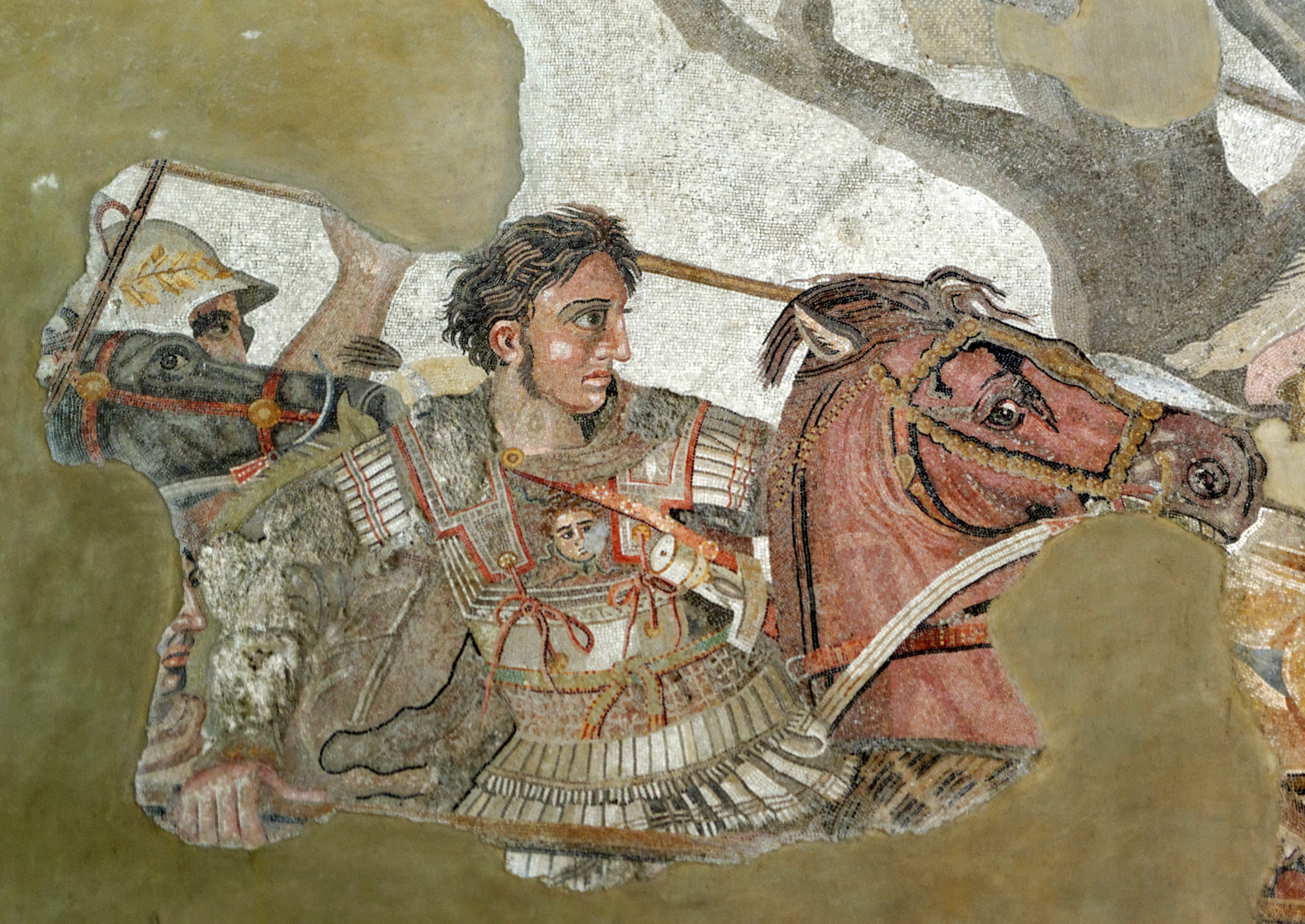
Detall del mosaic d'Alexandre lluitant contra Darios a la batalla d'Issos, actualment al Museu Arqueològic Nacional de Nàpols